# Las Vegas Strip
A Las Vegas Strip é uma via arterial da Las Vegas Boulevard, situada no Condado de Clark, Nevada, Estados Unidos. A Strip, como é conhecida, tem cerca de 6,8 km de comprimento e fica ao sul dos limites da cidade de Las Vegas, entre as cidades não incorporadas de Paradise e Winchester. Muitos dos maiores hotéis, cassinos e resorts do mundo estão na Strip, que ficou conhecida por sua arquitetura contemporânea e artística. Seus hotéis, cassinos, restaurantes, arranha-céus residenciais e ofertas de entretenimento estabeleceram a Strip como um dos destinos turísticos mais populares e icônicos do mundo, além de fazê-la uma das forças motrizes da economia da região de Las Vegas.
Desde 15 de junho de 2000, a Las Vegas Strip foi reconhecida como All-American Road pelo Departamento de Transportes dos Estados Unidos como parte do programa National Scenic Byway, ou seja, uma estrada que é considerada um marco de importância nacional. Ao contrário da maioria dos lugares nos Estados Unidos, beber álcool nas ruas é permitido na Strip. No entanto, em feriados como o Dia da Independência dos EUA, bebidas alcoólicas engarrafadas ou enlatadas não são permitidas ao longo da Strip.

## Delimitação geográfica

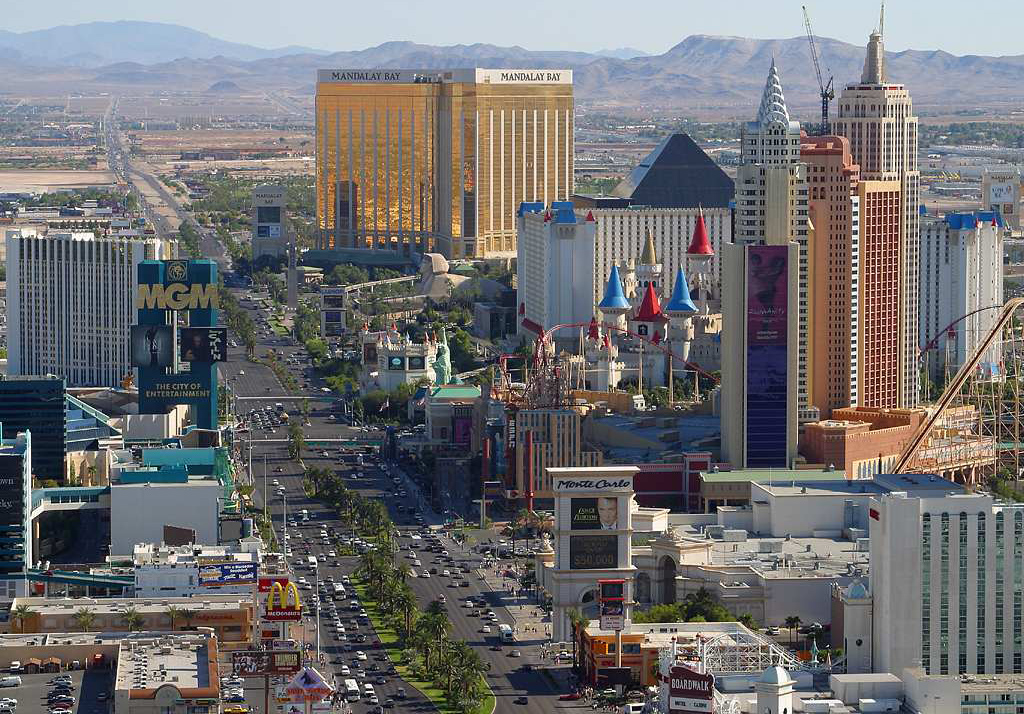
Vista aérea da parte sul da Strip.

Historicamente, os cassinos que não ficavam no centro de Las Vegas, ao longo da Fremont Street, ficavam fora dos limites da cidade, na Las Vegas Boulevard. Em 1959, a placa "Welcome to Fabulous Las Vegas" foi construída exatamente 7,2 km fora dos limites da cidade. A placa está atualmente localizada no canteiro central logo ao sul da Russell Road, em frente ao local do agora demolido Klondike Hotel and Casino e cerca de 0,4 milhas (0,64 km) ao sul da entrada do Mandalay Bay.
"Strip" refere-se ao trecho do Las Vegas Boulevard que fica entre a Sahara Avenue e a Russell Road, a uma distância de 4,2 milhas (6,8 km). No entanto, o termo é frequentemente usado para se referir a famosa área composta por cassinos e resorts, e até mesmo a áreas adjacentes que não estão localizadas diretamente no Las Vegas Boulevard. O Condado de Clark usa a frase "Resort Corridor" ("Corredor de Resorts") para descrever a área.
A Sahara Avenue é amplamente considerado o terminal norte da Strip, embora os guias de viagem normalmente o estendam até 0,4 milhas (0,64 km) ao norte. O Mandalay Bay, ao norte de Russell Road, é o resort mais ao sul considerado na Strip.

## História dos hotéis e cassinos da Strip
O primeiro hotel cassino na Las Vegas Strip, El Rancho Vegas, foi construído em 1939 e inaugurado em 1941. Foi destruído por um incêndio em 1960 e substituído em 1970 pelo Hilton Grand Vacations Hotel, que existe até hoje. O segundo hotel a seguir foi o New Frontier Hotel and Casino, inaugurado em 1942 e demolido em 2007. O Flamingo Las Vegas abriu suas portas em 1946 e continua operando até hoje. Vários hotéis foram inaugurados na década de 1950, como o Desert Inn e o The Dunes, muitos dos quais não existem mais hoje. O Riviera Las Vegas foi o primeiro hotel de alto nível na Strip a abrir em 1955. O Caesars Palace veio em 1966 e o Circus Circus Las Vegas em 1968. Vários hotéis foram inaugurados nas décadas de 1970 e 1980, incluindo o Harrah's Las Vegas. O primeiro megaresort chamado foi o Mirage, inaugurado em 1989. O Luxor apresenta-se com uma estátua de pirâmide e esfinge ao estilo do antigo Egito, em frente ao Paris Las Vegas existe uma cópia da Torre Eiffel e no Venetian foram recriados os pontos turísticos típicos de Veneza. Outros hotéis conhecidos na Strip incluem o MGM Grand Hotel, o Bellagio, o Excalibur e o New York-New York Hotel. O Vdara, o Mandarin Oriental e o Four Seasons são os únicos hotéis de luxo da Strip que não possuem cassino ou caça-níqueis. Também localizada no extremo sul da Las Vegas Strip está a Little Church of the West, onde inúmeras celebridades se casaram.
A Strip é hoje uma área de entretenimento mundialmente famosa, lar de muitos dos maiores cassinos do mundo e dos hotéis mais impressionantes. Em número de quartos, muitos dos hotéis estão entre os 20 maiores do mundo. Em junho de 2015, Las Vegas tinha um total de quase 150.000 quartos de hotel, cerca de metade deles na Strip. Muitos dos hotéis da Strip são hotéis de experiência cujo design exterior e interior segue um tema central. Em setembro de 2023, o maior edifício esférico do mundo, The Sphere, abriu suas portas com um diâmetro de 157 metros. Apesar de não está situado ao lado dos famosos cassinos, o prédio está localizado a poucos metros da Strip e tem em seu interior 18.600 lugares sentados e 5.000 lugares em pé. O local é utilizado para shows, eventos e demonstrações visuais.
- Alguns dos hotéis-cassinos mais famosos da Las Vegas Strip:

## Transporte

### Ônibus
O RTC Transit (anteriormente Citizens Area Transit, ou CAT) oferece serviço de ônibus na Strip com ônibus de dois andares conhecidos como The Deuce. O Deuce circula entre a placa Welcome to Fabulous Las Vegas e o South Strip Transfer Terminal até o Bonneville Transit Center (BTC) e a Fremont Street Experience no centro de Las Vegas, com paradas perto de todos os cassinos.

### Táxis
Os táxis estão disponíveis em resorts, shopping centers, atrações e para coletas programadas. A Autoridade de Táxis de Nevada fornece informações sobre tarifas de táxi e zonas tarifárias. Em 2021, houve um aumento no número de passageiros de táxi devido ao declínio no número de motoristas de transporte compartilhado e ao aumento dos preços do transporte compartilhado.

### Bondes
Vários bondes gratuitos operam entre propriedades no lado oeste da Strip:
- Mandalay Bay Tram conectando o Mandalay Bay, Luxor e Excalibur
- Aria Express conectando Park MGM, Crystals (também parada para Aria e Bellagio)
- Mirage-Treasure Island Tram circula entre Treasure Island e The Mirage

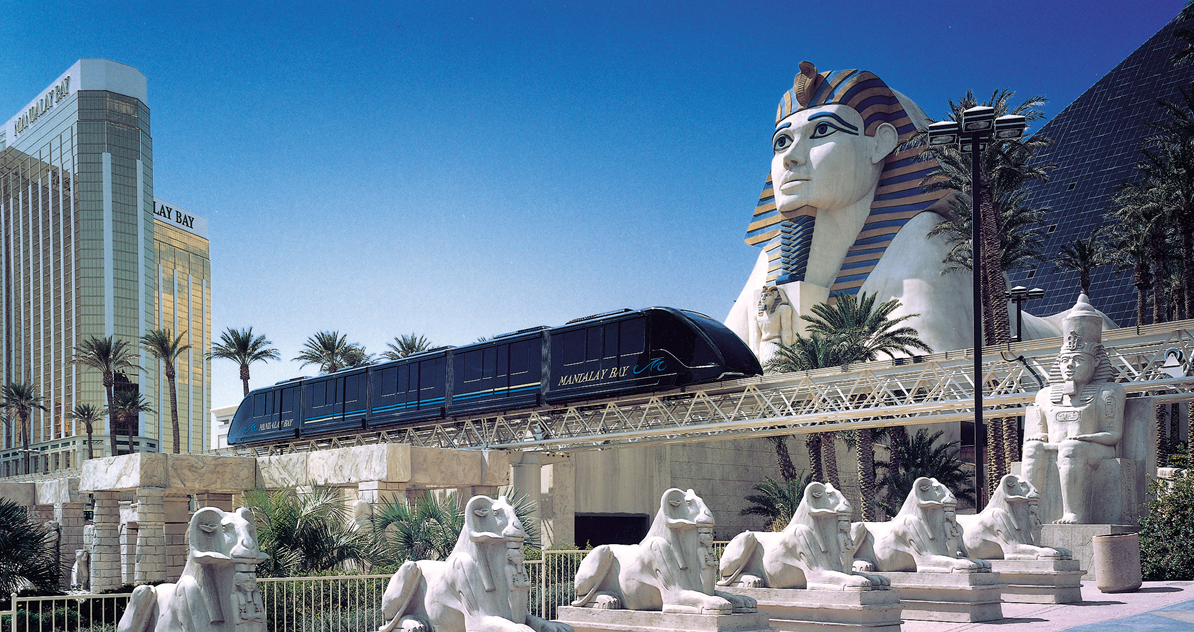
Um bonde elétrico da Mandalay Bay Tram em frente ao Luxor Hotel.

### Vias de pedestres
Vários hotéis da Strip uniram forças para tornar a rua mais favorável aos pedestres. Com o intuito de aliviar o trânsito nos cruzamentos mais frequentados, foram instaladas diversas passarelas pedonais. As primeiras pontes instaladas foram no cruzamento de Tropicana e Las Vegas Boulevard e dados os bons resultados, pontes adicionais foram criadas nos cruzamentos de Las Vegas Boulevard e Flamingo Road, entre The Mirage/Treasure Island e Venetian e os recentes no cruzamento da Las Vegas Boulevard-Spring Mountain e Sands Avenue conectando o Wynn Las Vegas com o Fashion Show Mall.

## Mapa esquemático das localizações dos maiores hotéis e cassinos na Strip
| Norte direção Fremont Street                                        |                  |  |
|                                                                     | ↑                |  |
| Stratosphere                                                        |                  |  |
|                                                                     |                  |  |
|                                                                     |                  |  |
| Sahara Avenue                                                       | Sahara Avenue    |  |
| Hilton Grand Vacations Club Circus Circus                           |                  |  |
| The Drew                                                            |                  |  |
|                                                                     |                  |  |
| Resorts World                                                       |                  |  |
| Convention Center Drive                                             |                  |  |
| Wynn West                                                           | Encore           |  |
| Fashion Show Mall                                                   | Encore           |  |
| Wynn Las Vegas                                                      |                  |  |
| Spring Mountain Road                                                | Sands Avenue     |  |
| Treasure Island                                                     | The Palazzo      |  |
| Treasure Island                                                     | The Venetian     |  |
| The Mirage                                                          | Casino Royale    |  |
| The Mirage                                                          | Harrah's         |  |
| The Mirage                                                          | The Linq         |  |
| Caesars Palace                                                      | Flamingo         |  |
| Caesars Palace                                                      | The Cromwell     |  |
| Flamingo Road                                                       | Flamingo Road    |  |
| Bellagio                                                            | Bally's          |  |
| Bellagio                                                            | Paris            |  |
| The Cosmopolitan                                                    | Planet Hollywood |  |
| Harmon Avenue                                                       | Harmon Avenue    |  |
| CityCenter                                                          |                  |  |
| The Park MGM / NoMad                                                |                  |  |
| New York-New York                                                   | MGM Grand        |  |
| Tropicana Avenue                                                    | Tropicana Avenue |  |
| Excalibur                                                           | Tropicana        |  |
| Luxor                                                               |                  |  |
| Four Seasons, Mandalay Bay, Delano                                  |                  |  |
| Russell Road                                                        |                  |  |
|                                                                     | ↓                |  |
| Sul direção Interstate 215 via Aeroporto Internacional de Las Vegas |                  |  |